# Sulla musica
Sulla musica (De musica - Περὶ μουσικῆς) è un dialogo attribuito a Plutarco e incluso in ultima posizione da Henri Estienne nella sua classica edizione dei Moralia.

## Struttura
Un padrone di casa, Onesicrate, invita i suoi ospiti Lisia e Soterico a esporre a turno argomenti di carattere musicale, che vanno dalla storia della musica greca all'analisi di problemi tecnici e della funzione educativa, in senso lato, della musica. 
Una prima sezione del dialogo, che dopo il preambolo si estende fino al cap. 13, è interamente occupata da una dotta esposizione di Lisia sulle origini di strumenti, di forme e di tecniche musicali. 
Soterico, da parte sua, esamina le innovazioni apportate nelle epoche successive, distinguendo tra quelle rispettose della dignità della musica e quelle che invece ne determinarono la decadenza. Una lunga parentesi è dedicata alle conoscenze in campo armonico di Platone e di Aristotele, oltre che ad alcuni aspetti della scienza musicale. Ma l'intento di Soterico è soprattutto quello di mostrare come debba essere correttamente utilizzata la musica, tenendo conto della sua incidenza sulla formazione dei giovani. 
Sarà lo stesso Onesicrate a trarre le conclusioni, ribadendo la dottrina pitagorica della musica come riflesso dell'armonia dell'universo. 

## Analisi critica
Il dialogo non è ascrivibile tra gli opuscoli plutarchei per questioni di stile. Inoltre, nel De musica la cornice del dialogo resta quasi una scusa, priva di animazione e di contrapposizione fra i personaggi.